# Муслимовка
Муслимовка — посёлок в Асекеевском районе Оренбургской области. Входит в состав Кислинского сельсовета.

## География
Посёлок расположен недалеко от районного центра — Асекеева.
Часовой пояс
Посёлок Муслимовка как и вся Оренбургская область, находится в часовой зоне МСК+2. Смещение применяемого времени относительно UTC составляет +5:00.

## Население
| 2010 |
| ---- |
| 23   |